# Sítio arqueológico de Barradas
O Sítio arqueológico de Barradas, igualmente denominado de Atanouca, corresponde a um antigo assentamento rural do período muçulmano, situado no concelho de Lagos, na região do Algarve, em Portugal. Além dos vestígios medievais, no local também foram encontrados indícios de outras épocas, como a pré-história e o período romano.

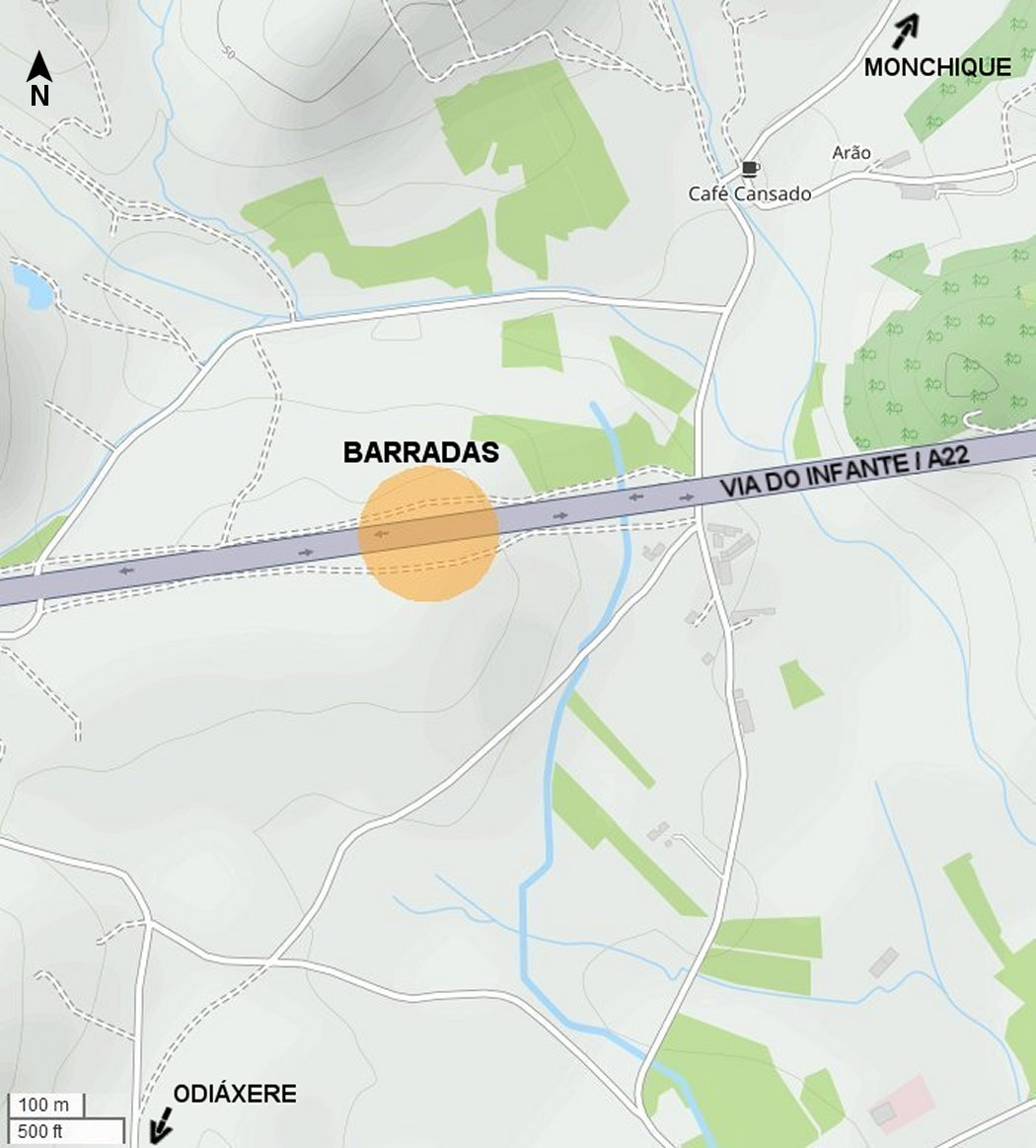
Mapa do sítio arqueológico.

## Descrição e história
O sítio arqueológico está situado no alto de uma plataforma, a cerca de 40 m de altitude, junto à confluência das ribeiras de Arão e de João Martins, no lugar de Barradas ou da Atanouca, na freguesia de Odiáxere. Localiza-se por debaixo do piso da auto-estrada Via do Infante, no lanço entre os Km 9+700 e 9+900. Fica na região do Barrocal algarvio, numa zona de grandes recursos naturais, que promoveu a sua ocupação humana desde períodos romotos. Nas imediações foram identificados vários outros vestígios arqueológicos, incluindo o chamado Menir da Pedra Branca, e vários núcleos de ocupação de cronologias romana e medieval.
O sítio foi identificado por João Caninas em Agosto de 2001, e alvo de trabalhos arqueológicos no ano seguinte, com a finalidade de reduzir o impacto da construção da auto-estrada sobre os vestígios. Foram descobertos materiais de cerâmica e outros vestígios de três períodos de ocupação distintos: o mais antigo correspondia a um assentamento dos finais do Neolítico ou do Calcolítico, enquanto que o nível seguinte poderá ter sido uma necrópole da época romana. A camada superior pertencia a um casal rústico, um pequeno centro de produção agrícola de tipologia familiar, provavelmente ligado à agricultura e pastorícia. Foi ocupado durante o domínio islâmico, mais precisamente entre os séculos IX a XI, correspondendo ao período desde a época emiral até à califal. João Caninas avançou igualmente a hipótese que um amontoado de pedras situado a poente, numa crista calcária nas margens da plataforma, poderia ter feito parte de uma muralha.
A descoberta dos vestígios islâmicos foi de especial importância do ponto de vista arqueológico, uma vez que permitiu o estudo mais aprofundado de um casal rústico, tipologia de local que até então tinha sido conhecido apenas através da presença de vestígios de superfície. Com efeito, além de um extenso e variado conjunto de materiais cerâmicos, foram identificadas uma zona residencial e mais de trinta estruturas em negativo, que incluíam silos e fornos de cerâmica.